# Foulis Castle

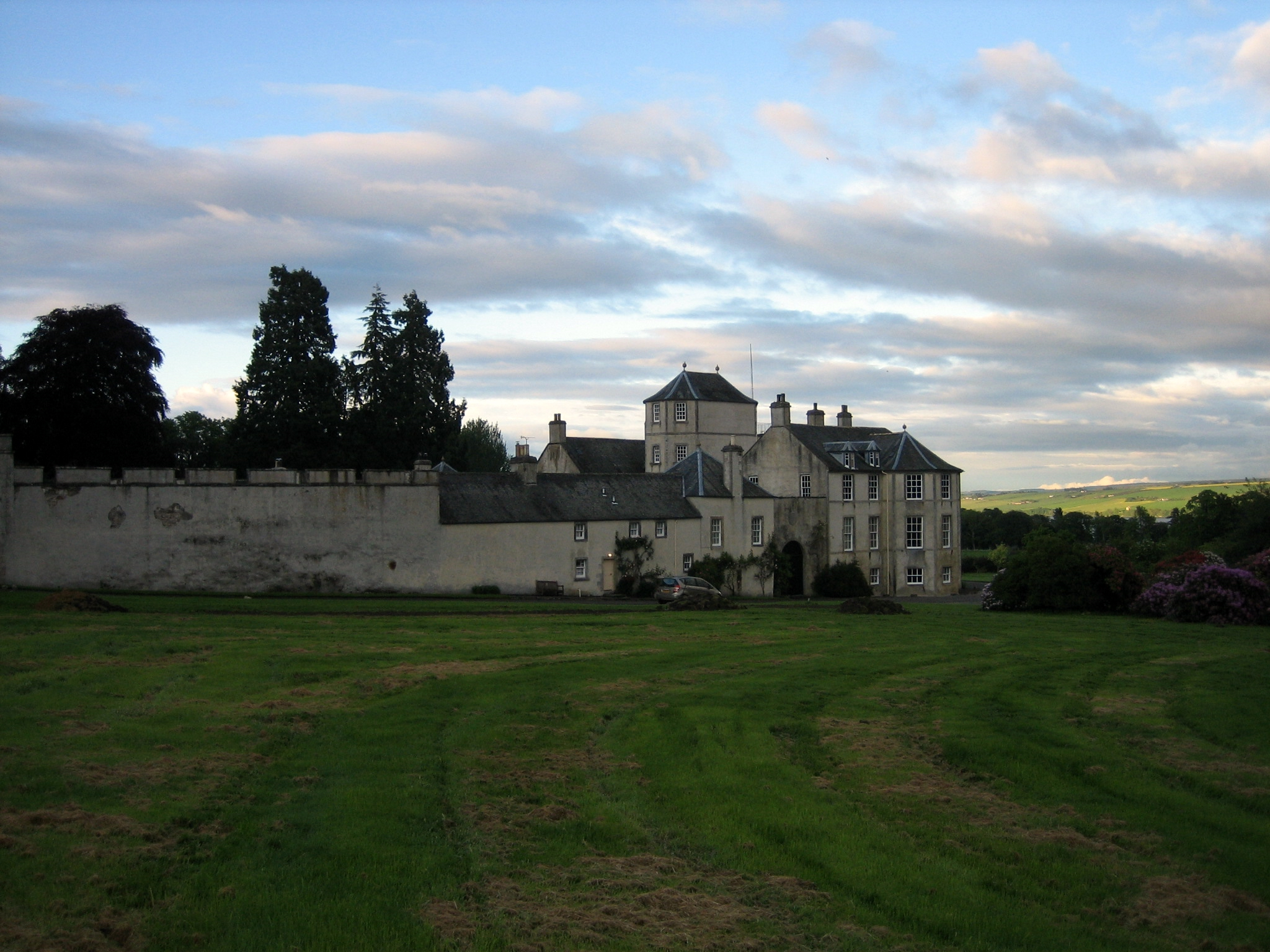
Foulis Castle

Foulis Castle ist ein Landhaus etwa acht Kilometer südwestlich von Alness in der schottischen Council Area Highland. Historisch lag es in der Grafschaft Ross-shire. Das verputzte und gekalkte Haus umschließt ein altes Tower House mit Schießscharten. Spätestens seit dem 12. Jahrhundert gehört das Anwesen dem Clan Munro, die immer eine Festung dort hatten.
Eine Motte aus dem 11. Jahrhundert soll die erste Befestigung in Foulis gewesen sein. Die Überreste ihres Mound sind heute noch auf dem Anwesen des Landhauses vorhanden.

## Geschichte

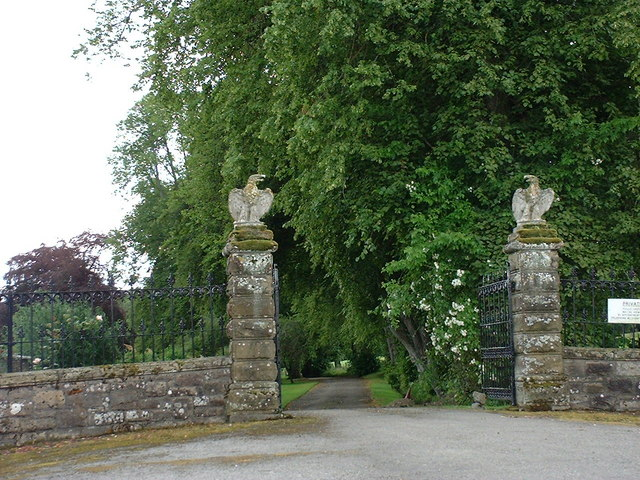
Einfahrt zu Foulis Castle mit goldenen Adlern auf beiden Säulen, Symbole für den Clan Munro

Foulis Castle wird in Aufzeichnungen aus dem 14. Jahrhundert erstmals kurz erwähnt, man denkt aber, dass der erste Turm bereits 1154 entstanden ist. In einer zeitgenössischen Urkunde ist zu lesen, dass Uilleam, 5. Earl of Ross, im Jahre 1350 eine Charta für Robert de Munro of Foulis über die Ländereien von „Estirfowlys“ mit dem „Tower of Strathskehech“ ausstellte. Auch ist aufgezeichnet, dass Euphemia, 6. Countess of Ross, Roberts Sohn, Hugh Munro, 9. Baron of Foulis, 1394 zwei Chartas ausstellte. Eine trägt das Datum 4. Mai 1394 und betrifft „Wesstir Fowlys“ und den „Tower of Strathschech“, der so genannt wurde, weil der Skiack durch das nahegelegene Strath Skiach und in den Cromarty Firth fließt.
In einem Dokument, das 1491 auf Foulis Castle unterzeichnet und gesiegelt wurde, steht in schottisch-gälischer Sprache „casteal biorach, nead na h-iolair“ (dt.: Burg mit finsterer Spitze, Adlernest). Dies ist eine Anspielung auf das heraldische Emblem des Clanchefs.
1542 wurde Donald MacKay of Strathnaver, Chef des Clan MacKay auf Foulis Castle eingesperrt, nachdem er nach der Schlacht von Alltan-Beath gefangen genommen worden war. Laut Frasers Wardlaw Manuscript, das im 17. Jahrhundert geschrieben wurde, kam es wegen Munros Freundlichkeit und Höflichkeit im Umgang mit Donald Mackay „bis heute“ zu einem Schriftwechsel zwischen den Munros und den Mackays.
Die Burgen „Tower“ und „Fortalice“ sind in einer Charta der Krone von 1587 erwähnt. In den Zeiten der Clankriege wurde ein Leuchtfeuer auf dem höchsten Turm von Foulis Castle entzündet, um den Clan unter Waffen zu versammeln, daher der Munro-Slogan oder Versammlungsruf „Caisteal Foghlais na theine“ (dt.: Castle Foulis in Brand).
Die Burg war bis ins 18. Jahrhundert erhalten, dann wurde sie 1746 von den Jakobiten angegriffen. Sir Robert Munro, 6. Baronet, fiel 1746 in der Schlacht bei Falkirk und die Burg wurde im selben Jahr von den Jakobiten geplündert und niedergebrannt.
Roberts Sohn und nächster Clanchef, Sir Harry Munro, 7. Baronet, kam aus der Gefangenschaft nach Hause, nur, um herauszufinden, dass die Burg angezündet und fast vollständig zerstört worden war. Die Jakobiten wurden nur wenigen Monate später von Regierungskräften in der Schlacht bei Culloden besiegt. Sir Harry Munro plante, die Burg wieder aufbauen zu lassen und dabei so viel wie möglich vom ursprünglichen Gebäude zu erhalten. Aber die Schlacht bei Culloden hatte das Clansystem des schottischen Hochlands vollkommen beseitigt und so bestand keine Notwendigkeit für solch eine Verteidigungsanlage mehr. Wie viele damalige Burgen wurde auch Foulis Castle als großes Landhaus wiederaufgebaut, so, wie wir es heute kennen. Von 1754 bis 1792 erfolgte dessen Bau. Foulis Castle ist bis heute Heim und Sitz des Clanchefs der Munros, Hector W. Munro of Foulis. Aber die Baronets Munro of Foulis-Obsdale wohnen heute in London.
Historic Scotland hat Foulis Castle als historisches Bauwerk der Kategorie A gelistet. Architektonisch bestehen auffällige Parallelen zu Poyntzfield House, ebenfalls ein Herrenhaus des Clans Munro. Vermutlich um 1740 wurde am Ufer des Cromarty Firths mit dem Foulis Point Granary ein Getreidespeicher zur Lagerung von Pachtzahlung aus der Landwirtschaft errichtet. Der im späten 19. Jahrhundert eingerichtet Gutshof ist als Kategorie-B-Denkmal geschützt. Die Ostpforte ist hingegen als Denkmal der Kategorie C klassifiziert.

## Restaurierung

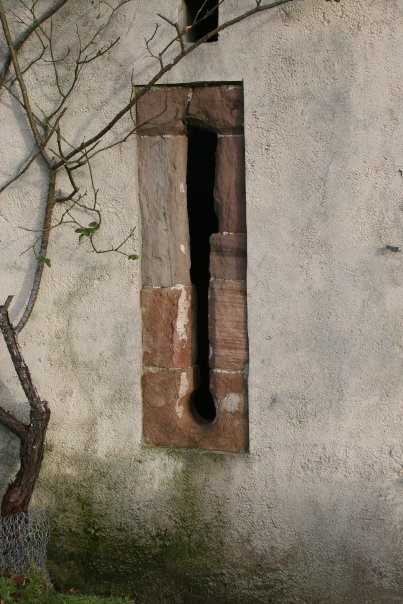
Einige der alten Befestigungen der ursprünglichen Burg unter der späteren Mauerkonstruktion

Leider gibt es keine Aufzeichnungen darüber, wie die Befestigungen auf Foulis Castle vor 1746 aussahen. Aber Captain und Mrs Munro entdeckten während der verschiedenen Phasen der Restaurierung viel über die Burg und, wie die Befestigungen vor 1746 aussahen. Sie denken, dass die Burg vermutlich von einer Reihe kleinerer Siedlungen umgeben war, möglicherweise von befestigter Natur. Sie fanden 1957–1959 viele Beweise dafür, dass im Burghof Pferde und Rinder gehalten wurden, und, dass die Burg eine Selbstversorgergesellschaft war, die einer Belagerung standhalten konnte, wenn sie angegriffen wurde.
Sicherlich sind die Fundamente der Burg von riesigen Ausmaßen, wie der ehemalige Clanchef während der drei Restaurierungsphasen – 1957–1959, 1977–1979 und schließlich 1985–1986 – herausgefunden hat. Das Tower House war offensichtlich eine „Festung“, da ihre Mauern auf Geländeniveau beeindruckende 1,67 Meter dick waren. Im Mai 1985 wurde eine interessante Entdeckung gemacht, als an einem Teil der Gebäude im Hof Reparaturen ausgeführt wurden: Vier „Schießscharten in Form eines umgekehrten Schlüsselloches“, die vom Anfang des 16. Jahrhunderts stammten, wurden hinter vier keilförmigen, vermauerten Öffnungen entdeckt. Diese Öffnungen zeigen in der 1,67 Meter dicken Mauer nach Norden, Süden, Osten und Westen. Darüber befindet sich eine Steindecke mit Tonnengewölbe.
Dieses Gebäude, das einst entfernt von der Burg stand, war sicherlich als kleines Verteidigungsfort mit 360°-Schussfeld gegen eine mögliche feindliche Attacke errichtet worden.
Irgendwann später, vielleicht nach 1746 und, als der Clanchef den Eindruck hatte, dass die Wahrscheinlichkeit eines Angriffs gesunken war, wurde das Gebäude anderweitig genutzt. Drei der Öffnungen wurden vollständig verschlossen, die vierte teilweise, sodass ein schmaler Schlitz von 15 Zentimeter Breite und 76 Zentimeter Länge verblieb, in den man einen 19 Millimeter starken Eisenstab einbaute. So kam Licht und etwas Luft in den Raum und man konnte dem dort einsitzenden, unglücklichen Gefangenen Essen durchreichen. Es war vermutlich das Gefängnis der Burg. Laut den Aufzeichnungen der Munros wurden einige der Steinmauern der ursprünglichen Burg unter dem Verputz des heutigen Landhauses in Foulis gefunden.